# Cryphiotechna ochracma
Cryphiotechna ochracma är en fjärilsart som beskrevs av Edward Meyrick 1932. Cryphiotechna ochracma ingår i släktet Cryphiotechna och familjen äkta malar.
Artens utbredningsområde är Peru. Inga underarter finns listade i Catalogue of Life.